# Aïn Mellouk
Ain Mellouk là một đô thị thuộc tỉnh Mila, Algérie. Dân số thời điểm năm 2002 là 12.716 người.